# П'єтро Маріані
П'єтро Маріані (італ. Pietro Mariani, нар. 9 червня 1962, Рієті) — італійський футболіст, що грав на позиції захисника, півзахисника, зокрема, за «Торіно» та молодіжну збірну Італії. По завершенні ігрової кар'єри — тренер.

## Клубна кар'єра
Народився 9 червня 1962 року в місті Рієті. Вихованець футбольної школи клубу «Торіно». Дорослу футбольну кар'єру розпочав 1978 року в основній команді того ж клубу, в якій провів чотири сезони, взявши участь у 49 матчах чемпіонату. 
Протягом 1982—1983 років був орендований до «Катандзаро», якому не допоміг зберегти місце у Серії A, після чого повернувся до «Торіно». Повернувшись до туринської команди не зумів повернути собі місце у її основному складі і протягом наступних чотирьох сезонів додав до свого активу лише 16 ігор у першості Італії.
Тож 1987 року перейшов до друголігової «Брешії», в якій протягом трьох сезонів був одним з ключових гравців. 1990 року перейшов до «Болоньї», у складі якої провів два сезони, які були останніми для нього у Серії A.
У подальшому грав у другому, третьому і навіть четвертому дивізіонах італійського футболу за «Венецію», «Савойю», «Андрію», «Падову» та «Беневенто».
Завершив професійну ігрову кар'єру у клубі Серії D «Рієті» з рідного міста, за команду якого виступав протягом 2001—2003 років, завершивши ігрову кар'єру у 41 рік.

## Виступи за збірні
1981 року дебютував у складі юнацької збірної Італії (U-20).
Протягом 1980–1982 років залучався до складу молодіжної збірної Італії. На молодіжному рівні зіграв у 8 офіційних матчах.

## Кар'єра тренера
Розпочав тренерську кар'єру відразу ж по завершенні кар'єри гравця, 2003 року, увійшовши до тренерського штабу головної команди клубу «Беневенто». Згодом протягом 2007–2009 років тренував одну з юнацьких команд клубу.
Наразі останнім місцем тренерської роботи була команда «Рієті», головним тренером якої П'єтро Маріані був з 2009 по 2010 рік.

## Статистика виступів

### Статистика клубних виступів
| Сезон                 | Команда               | Чемпіонат             | Чемпіонат | Чемпіонат | Усього | Усього |
| Сезон                 | Команда               | Ліга                  | Ігор      | Голів     | Ігор   | Голів  |
| --------------------- | --------------------- | --------------------- | --------- | --------- | ------ | ------ |
| 1979–80               | «Торіно»              | A                     | 11        | 2         | 11     | 2      |
| 1980–81               | «Торіно»              | A                     | 12        | 0         | 12     | 0      |
| 1981–82               | «Торіно»              | A                     | 26        | 0         | 26     | 0      |
| Усього за «Торіно»    | Усього за «Торіно»    | Усього за «Торіно»    | 49        | 2         | 49     | 2      |
| 1982–83               | «Катандзаро»          | A                     | 23        | 4         | 23     | 4      |
| 1983–84               | «Торіно»              | A                     | 0         | 0         | 0      | 0      |
| 1984–85               | «Торіно»              | A                     | 1         | 0         | 1      | 0      |
| 1985–86               | «Торіно»              | A                     | 9         | 1         | 9      | 1      |
| 1986–87               | «Торіно»              | A                     | 6         | 1         | 6      | 1      |
| Усього за «Торіно»    | Усього за «Торіно»    | Усього за «Торіно»    | 16        | 2         | 16     | 2      |
| 1987–88               | «Брешія»              | B                     | 36        | 8         | 36     | 8      |
| 1988–89               | «Брешія»              | B                     | 31        | 3         | 31     | 3      |
| 1989–90               | «Брешія»              | B                     | 33        | 1         | 33     | 1      |
| Усього за «Брешію»    | Усього за «Брешію»    | Усього за «Брешію»    | 100       | 12        | 100    | 12     |
| 1990–91               | «Болонья»             | A                     | 29        | 2         | 29     | 2      |
| 1991–92               | «Болонья»             | A                     | 29        | 0         | 29     | 0      |
| Усього за «Болонью»   | Усього за «Болонью»   | Усього за «Болонью»   | 58        | 2         | 58     | 2      |
| 1992–93               | «Венеція»             | B                     | 32        | 2         | 32     | 2      |
| 1993–94               | «Венеція»             | B                     | 32        | 2         | 32     | 2      |
| 1994–95               | «Венеція»             | B                     | 26        | 0         | 26     | 0      |
| Усього за «Венецію»   | Усього за «Венецію»   | Усього за «Венецію»   | 90        | 4         | 90     | 4      |
| 1995–96               | «Савойя»              | C1                    | 32        | 1         | 32     | 1      |
| 1996–97               | «Андрія»              | C1                    | 33        | 2         | 33     | 2      |
| 1996–97               | «Андрія»              | B                     | 10        | 0         | 10     | 0      |
| Усього за «Андрію»    | Усього за «Андрію»    | Усього за «Андрію»    | 43        | 2         | 43     | 2      |
| 1997–98               | «Падова»              | B                     | 7         | 0         | 7      | 0      |
| 1998–99               | «Беневенто»           | C2                    | 22        | 2         | 22     | 2      |
| 1999–00               | «Беневенто»           | C1                    | 30        | 0         | 30     | 0      |
| 2000–01               | «Беневенто»           | C1                    | 31        | 2         | 31     | 2      |
| Усього за «Беневенто» | Усього за «Беневенто» | Усього за «Беневенто» | 83        | 4         | 83     | 4      |
| 2001–02               | «Рієті»               | D                     | 23        | 0         | 23     | 0      |
| 2002–03               | «Рієті»               | D                     | 12        | 0         | 12     | 0      |
| Усього за «Рієті»     | Усього за «Рієті»     | Усього за «Рієті»     | 35        | 0         | 35     | 0      |
| Усього за кар'єру     | Усього за кар'єру     | Усього за кар'єру     | 536       | 33        | 536    | 33     |